# Bartążek

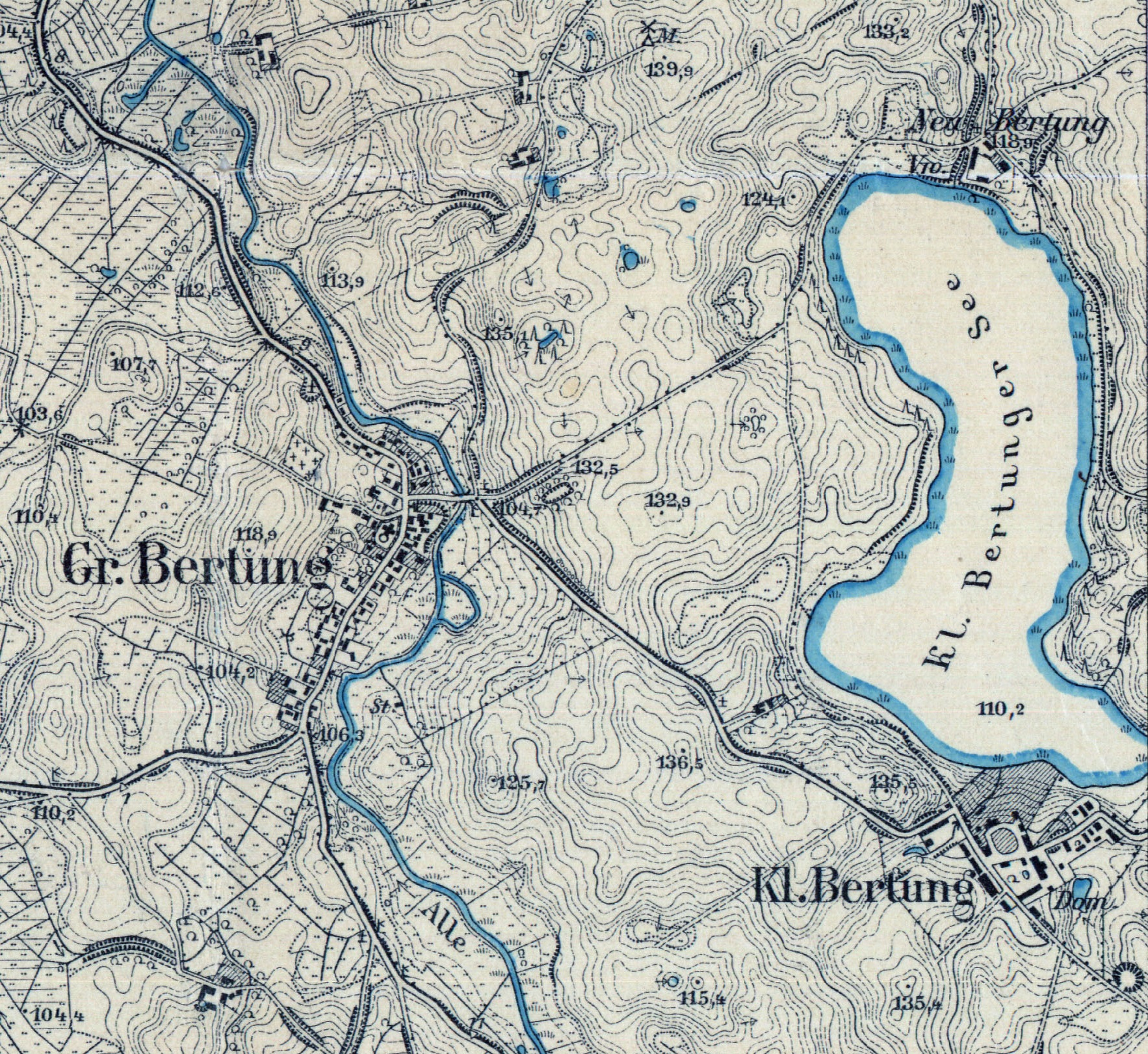
Bartążek, Owczarnia i Bartąg, mapa topograficzna z 1914 roku

Bartążek (niem. Klein Bertung) – osada w Polsce położona w województwie warmińsko-mazurskim, w powiecie olsztyńskim, w gminie Stawiguda nad południowym brzegiem jeziora Bartąg. W latach 1975–1998 miejscowość administracyjnie należała do województwa olsztyńskiego. Wieś znajduje się w historycznym regionie Warmia.
Bartążek to najstarsza miejscowość w okolicy dzisiejszego Olsztyna, w części znajduje się na Obszarze Natura 2000 (Puszcza Napiwodzko-Ramucka). Wieś posiada sieć wodociągową, kanalizacyjną oraz telefoniczną, sklep. 
Na terenie dawnego majątku dworskiego funkcjonuje Zakład Doświadczalny należący do Instytutu Hodowli i Aklimatyzacji Roślin.
W 2008 roku we wsi mieszkało 286 osób.

## Historia
Bartążek jest najstarszą miejscowością w okolicach Olsztyna. W czasach pruskich znajdowało się tutaj pole osadnicze (lauks) o nazwie Berting (Bertingen), leżące nad jeziorem o tej samej nazwie. Pole dało nazwę Ziemi Bertingen, pruskiej jednostce osadniczej należącej do Galindii. W XIII wieku Galindia była już opustoszała, prawdopodobnie z powodu najazdów litewskich lub polskich. Po podboju Prus przez zakon krzyżacki Ziemia Bertingen została włączona do Warmii i znalazła się pod administracją fromborskiej kapituły warmińskiej. 
W roku 1334 warmiński wójt krajowy Henryk von Luter założył na terenie lauksu Berting drewniano-ziemną strażnicę, która miała chronić osadników przed najazdami litewskimi. Zameczek ten znajdował się prawdopodobnie między obecnymi wsiami Bartążek i Bartąg lub według innej teorii na terenie pobliskiego majątku Kielary. Decyzja ta umożliwiała sprawniejsze sprowadzanie osadników oraz lokacje nowych wsi i majątków rycerskich.
27 marca 1335 roku Prusowi o imieniu Mekede nadano 4 włóki (ok. 72 ha) na polu Berting ("in Bertyngen"). Dało to początek pierwszej osadzie, majątkowi rycerskiemu Bartążek. W kolejnych latach (1335-1348) nadania czterowłókowe (czasem wspólnie dla braci) w Bartążku otrzymali Prusowie: Sautungen, Coyten, Joniken, Pammertzen, Nagripten, Santungen, Tolnik, Macruten, Gauden, Gnaydapen, Posiauten, Neernitz, Permauden, Perbanden, Reauken, Claus, Rawalden, Trenen, Uspan. 
Osadnicy należeli do pruskiej szlachty i pochodzili prawdopodobnie z północnej Warmii. Nadania otrzymali na prawie pruskim (różniącego się od chełmińskiego), wobec czego należeli do tzw. wolnych ("ziemian"). Podobnie jak właściciele innych majątków rycerskich, byli zobowiązani do służby zbrojnej na rzecz zakonu krzyżackiego, najpewniej w ramach chorągwi wystawianej przez kapitułę warmińską.
Łącznie majątek w Bartążku stanowił 16 gospodarstw wolnych, ale bez funkcji sołtysa. Początkowe 16 dworów stopniowo zespoliło się w jeden majątek dworski, który funkcjonował do II wojny światowej. Do Bartążka należał też folwark Owczarnia leżący nad północną częścią jeziora.
Z czasem w ziemi Bertingen i sąsiedniej Gudikus powstały kolejne wsie (min. Jaroty w 1342, Bartąg i Tomaszkowo w 1345). Te dwa obszary osadnicze utworzyły komornictwo olsztyńskie, na czele którego z nadania kapituły warmińskiej stanął komornik Sanglade, który urzędował w zameczku w Bertingen. Prawdopodobnie w 1345 roku wójt Henryk von Luter rozpoczął budowę nowego murowanego zamku, jakieś 9 km na północ od Bartążka, w dogodnym zakolu Łyny (obecny zamek kapituły warmińskiej w Olsztynie).
W maju 1348 roku do zameczku w Bertingen przybyli najwyżsi przedstawiciele kapituły z Fromborka, aby przeprowadzić wizję lokalną do założenia w pobliżu nowego zamku miasta kapitulnego – Olsztyna. Spotkali się wówczas prepozyt Hartmut z Krzyżborka (Hartmut Kreuzburg), dziekan Jan Franck (Johannes von Meissen, późniejszy biskup warmiński) oraz kustosz Jan Stryprock (Johannes Stryprock, późniejszy kolejny biskup), a towarzyszyli im również proboszcz z Bartąga Dietmar, tłumacz Mikołaj i komornik Sanglade.
Po ukończeniu zamku olsztyńskiego i lokowaniu miasta w 1353 roku, zameczek w Bertingen stracił na znaczeniu i uległ zapomnieniu. Podobnie jak większość wsi i osad w komornictwie olsztyńskim, Bartążek został co najmniej dwukrotnie zniszczony w wyniku najazdu litewskiego (21 stycznia 1356) i w trakcie wojny głodowej (8 sierpnia 1414).
Majątek rycerski Bartążek stanowił początkowo jedyną osadę o nazwie Bartąg (Bertyng). Po założeniu 10 lat później w sąsiedztwie czynszowej wsi o tej samej nazwie, zaczęto je rozróżniać. Początkowo Bartążek znany był pod nazwą Bartąg Pruski (Preuschze Bertyng), a sąsiednia wieś zwana była Bartągiem Niemieckim (Deutsche Bertyng) ze względu na osadników z Turyngii. Z czasem nazwa Bartąg (niem. Bertung) przylgnęła do większej i parafialnej wsi (niem. Gross Bertung, dosł. Bartąg Wielki), więc dla odróżnienia dwór i znajdującą się przy nim osadę zaczęto nazywać Bartążkiem (niem. Klein Bertung, dosł. Bartąg Mały). Należący do Bartążka pobliski folwark nazywano zaś Nowym Bartągiem (niem. Neu Bertung) lub po polsku Owczarnią.
Po II wojnie światowej majątek dworski przeszedł na własność państwa polskiego. Funkcjonuje tam Zakład Doświadczalny należący do Instytutu Hodowli i Aklimatyzacji Roślin. Jego siedziba znajduje się na miejscu dawnego dworu, w otoczeniu zabytkowego parku podworskiego. Na potrzeby zakładu we wsi powstało osiedle bloków mieszkalnych. Wieś spełnia również funkcje rekreacyjne dla mieszkańców południowych dzielnic Olsztyna.

## Zabytki
- park podworski wpisany do rejestru zabytków
- lipa o obwodzie 630 cm i wysokości 24 m, rosnąca przy drodze na skraju wsi.